# سوخوركهزاد (مقاطعة غيلانغرب)
سوخوركهزاد (بالفارسية: سوخورکهزاد) هي قرية تقع في قسم حيدريه الريفي في إيران. يقدر عدد سكانها بـ 312 نسمة بحسب إحصاء 2016.